# Muzeray
Muzeray é uma comuna francesa na região administrativa de Grande Leste, no departamento de Meuse. Estende-se por uma área de 8,45 km². Em 2010 a comuna tinha 139 habitantes (densidade: 16,4 hab./km²).